# Achyrospermum
Achyrospermum, biljni rod iz porodice usnača raširen po tropskoj Africi i Maleziji.
Pripada mu dvadesetak vrsta, a jedna vrsta unutar roda je ugrožena, to je Achyrospermum seychellarum, sa Sejšela.

## Vrste
1. Achyrospermum aethiopicum
2. Achyrospermum africanum
3. Achyrospermum axillare
4. Achyrospermum carvalhoi
5. Achyrospermum ciliatum
6. Achyrospermum cryptanthum
7. Achyrospermum dasytrichum
8. Achyrospermum densiflorum
9. Achyrospermum erythobotrys
10. Achyrospermum fruticosum
11. Achyrospermum laterale
12. Achyrospermum micranthum
13. Achyrospermum mildbraedii
14. Achyrospermum oblongifolium
15. Achyrospermum parviflorum
16. Achyrospermum purpureum
17. Achyrospermum scandens
18. Achyrospermum schimperi
19. Achyrospermum schlechteri
20. Achyrospermum seychellarum
21. Achyrospermum tisserantii
22. Achyrospermum urens
23. Achyrospermum wallichianum